# Рік Аллен
Рік Аллен (англ. Richard John Cyril "Rick" Allen);нар. 1 листопада 1964) — барабанщик гурту Def Leppard.

## Біографія
Рік Аллен народився 1 листопада 1963 року у містечку Дронфілд, Англія. Ще з дитинства майбутній музикант захопився грою на барабанах. У десятирічному віці він умовив батьків купити йому ударну установку та став інтенсивно займатися. Вже через півроку він грав зі своїм першим гуртом «Smokey Blue».
В 15 років Аллен долучився до гурту Def Leppard, як раз перед тим, як гурт підписав контракт. Своє 16-річчя відзначав за ударними установками на великому рок-концерті в Hammersmith Odeon. І в 16 років заради музики покинув школу.

## Трагедія
31 грудня 1984 року Рік Аллен разом зі своєю подругою Міріам потратив в серйозну аварію. Водій іншого автомобіля не давав йому проїхати, намагаючись спровокувати Аллена на змагання у швидкості. Не витримавши, музикант додав швидкість та не помітив вчасно поворот, врізавшись у стіну. Кермо в автомобілі Аллена знаходилося зліва, що було незручно при обгоні, враховуючи діючий у Сполученому Королівстві лівосторонній рух
Оскільки музикант не був пристебнутий паском безпеки, при ударі його викинуло з машини, при цьому Рікові відірвало ліву руку. Медсестра, що жила неподалік, зуміла надати Аллену першу допомогу та зберегти відірвану руку до приїзду швидкої. Але всі зусилля лікарів були марними: рука, яку спершу вдалося пришити, не прижилася через потраплену інфекцію, і її довелось ампутувати.

## Кар'єра після трагедії
Попри каліцтво, що могло означати кінець музичної кар'єри, Рік Аллен не здався. За допомогою членів групи, які заради цього перервали запис альбому, змайстрував спеціальну гібридну установку, відновив тренування, залишився штатним барабанщиком. У серпні 1986 року Деф Леппард виступив на фестивалі «Monsters of Rock».
Рік Аллен є одним із засновників благодійного проекту Raven Drum Foundation.